# IEA Oriol Martorell
L'IEA (Institut Escola Artístic) Oriol Martorell és un centre públic d'ensenyaments artístics integrats de Barcelona.
La formació primària s'imparteix al carrer de l'Artesania, 39 i la secundària a la carretera Alta de Roquetes, 70. Nascut el curs 1997-1998, des del curs 2000-2001 els alumnes de música també poden cursar l'Educació Secundària Obligatòria (ESO).
L'escola integra els ensenyaments obligatoris amb els artístics de música o dansa, de manera que els alumnes que hi estudien tenen una càrrega lectiva superior a la resta d'alumnes, durant l'educació primària, s'imparteix el grau elemental de música i dansa; en l'ESO i batxillerat, s'imparteix el grau professional de música i dansa (el grau professional de dansa a l'ESO i Batxillerat va ser impartit per primer cop el curs 2016/2017 per temes de logística de l'escola).
Per a ser admès al centre és imprescindible passar una prova d'aptituds per als ensenyaments artístics. A mesura que avancen els cursos la prova d'accés canvia per adaptar-se als nous requeriments (s'exigeix als que vulguin ser admesos al centre el mateix nivell que els estudiants del curs al qual es volen integrar).

## Història
El centre funciona des del curs 1997-1998 i va ser creat a partir de l'esperit que reflectia la LOGSE (Llei d'Ordenació General del Sistema Educatiu) promulgada el 3 d'octubre de 1990. Aquesta llei situa els ensenyaments artístics dins del sistema educatiu tot qualificant-los com a ensenyaments de règim especial i definint-ne, com a finalitats principals, proporcionar als alumnes una formació artística de qualitat. Amb la creació d'un centre integrat es pretenia promoure i facilitar aquesta formació artística de qualitat des de les primeres etapes de l'ensenyament.
El centre Oriol Martorell va començar com un centre d'ensenyaments integrats de l'etapa de primària amb els de nivell elemental de dansa i música. El curs 2000-2001 s'hi va afegir la secundària obligatòria integrada amb els primers cursos del grau professional de música. El curs 2010-2011 es va iniciar el Batxillerat integrat i l'alumnat ja pot acabar els estudis de Grau Professional de música al mateix centre. El curs 2016-2017 s'ha iniciat la secundària obligatòria integrada amb el grau professional de dansa. En el seu moment, va ser una experiència pedagògica capdavantera i durant molts anys va ser l'únic centre amb aquestes característiques a tot l'estat.
El centre públic Oriol Martorell porta el nom en honor del qui fou un gran pedagog i músic, Oriol Martorell i Codina, qui fou fundador de la Coral Sant Jordi.

## Accés
Atès que és l'únic centre de titularitat pública existent a Catalunya té la consideració de centre pluriterritorial; això és que hi poden accedir alumnes de qualsevol lloc de Catalunya sense que la proximitat del domicili suposi cap preferència d'accés. La particularitat del projecte fa que el sistema d'accés sigui diferent del dels altres centres educatius. Per a ser admès al centre és imprescindible passar una prova d'aptituds artístiques quan es tracta de cursos de cicle inicial, i una prova d'aptituds i coneixements artístics per a cursos més avançats tant de l'etapa de primària com de secundària. Per ser admès a l'etapa de secundària l'alumnat que ja és al centre ha d'haver superat l'Elemental de música o dansa.
A mesura que avancen els cursos la prova d'accés canvia per adaptar-se als nous requeriments, és a dir, s'exigeix als que vulguin ser admesos al centre el mateix nivell que els estudiants del curs al qual es vol integrar. Un exemple: per accedir al curs de 1r d'ESO s'exigeix el nivell Elemental de música o dansa, per accedir al curs de tercer d'ESO s'exigeix el nivell de segon de grau professional.

## Línia pedagògica
- Desenvolupament del sentit i la capacitat artística especialment en la música i la dansa.
- Desenvolupament de l'autonomia personal.
- Desenvolupament d'habilitats socials i comunicatives.
- Desenvolupament de l'esperit científic.
- Desenvolupament de la capacitat de seleccionar la informació.
- Consideració del procés d'ensenyament-aprenentatge com un procés dinàmic i en què la persona construeix el coneixement.
- Consideració de l'escola com un element socialitzador i un lloc privilegiat i afavoridor pel procés d'aprenentatge.

## Vida estudiantil
Els estudiants d'aquesta escola acostumen a fer activitats extres a les de l'escola, com esports, pintura..., encara que l'escola ja inclogui més feina de l'habitual.
Els alumnes de música tenen classes individuals amb els professors d'instrument dos cops per setmana, i classes en grups reduïts: en el cas de primària en la classe de plàstica en anglès, d'entre d'altres de música (com cambra) i interpretació, en el cas de l'ESO i Batxillerat es fan grups reduïts a llenguatge musical, cambra i d'altres...
Els exàmens i concerts acostumen a ser trimestrals, però com que treballen amb avaluació contínua, l'examen i concert no és l'únic que es té en compte a l'hora de posar notes. S'espera que els alumnes dediquin un temps d'estudi a la seva especialitat cada dia (a mesura que creixen i amb ells el nivell d'exigència, s'espera més dedicació per part de l'alumne). 
Els concerts trimestrals poden ser a la sala d'actes de l'escola primària o a la sala d'actes de l'institut. Tot i això sovint es fan concerts extres o els estudiants de l'escola són convidats a participar en alguna activitat o es participa en concursos que són fora de l'escola o es fan concerts per reivindicar la música i la dansa.... Exemples de llocs on s'ha fet concerts són: la Capella del Col·legi Major Ramon Llull, la Sala Llevant biblioteca de Catalunya, l'auditori de Sabadell, ... A més a més tots els estudiants són convocats a participar en el concert de nadal que se celebra cada any a la Basílica Santa Maria del Pi (basílica ubicada a la plaça del Pi de la ciutat de Barcelona d'estil gòtic català declarada bé cultural d'interès nacional el 1931).
L'escola ofereix l'opció de fer intercanvis culturals amb alumnes d'altres zones del món (Itàlia, Xina...), activitats interactives al CosmoCaixa i altres museus, a lutiers i molt més. 
Els alumnes que hi apareixen han firmat una declaració de drets d'imatge a l'escola amb l'autorització dels pares. De totes maneres, l'escola no està gaire pendent de les seves xarxes socials, no en són representatives del tot, però sí que permeten donar un cop d'ull a l'interior de l'escola i els seus estudiants. 

## Alumnes
- Andrea Motis[5]
- Rita Payés[6]